# Tabanus flammeus
Tabanus flammeus är en tvåvingeart som beskrevs av Schuurmans Stekhoven 1926. Tabanus flammeus ingår i släktet Tabanus och familjen bromsar. Inga underarter finns listade i Catalogue of Life.